# Pseuderemias brenneri
Pseuderemias brenneri är en ödleart som beskrevs av  Peters 1869. Pseuderemias brenneri ingår i släktet Pseuderemias och familjen lacertider. Inga underarter finns listade i Catalogue of Life.